# Šeherezada (Rimski-Korsakov)
Šeherezada op. 35 (ru. Симфоническая сюита "Шехеразада") simfonijska je suita koju je ruski skladatelj Nikolaj Rimski-Korsakov napisao 1888. godine i posvetio je Vladimiru Stasovu. Suita je jedno od najpopularnijih i najizvođenijih djela Rimski-Korsakova.

## Kontekst
Nikolaj Rimski-Korsakov bio je ruski skladatelj, dirigent i pedagog iz razdoblja romantizma. Temeljno glazbeno obrazovanje stekao je u Sankt Peterburgu dok je bio na školovanju u vojno-pomorskoj školi. Još dok je bio u mornaričkoj službi prihvatio je mjesto profesora kompozicije i instrumentacije na Petrogradskom konzervatoriju. Kao pripadnik "Velike petorke" njegovao je ruski nacionalni stil. Najpopularnija su mu djela simfonijska suita "Šeherezada", "Španjolski capriccio", "Uskrsna uvertira" i opere "Snjeguljica", "Sadko" i "Zlatni pjetlić".
"Velika petorka" (ru. Могучая кучка - "Moćna gomilica"; "Ruska petorica"; "Balakirevski kružok") naziv je grupe mladih skladatelja koja je bila aktivna u Sankt Peterburgu od 1856. do 1870. godine. Sačinjavali su je skladatelji "nižeg staleža", "amateri" (za razliku od "elitnih" skladatelja koji su završili konzervatorij, kao npr. Čajkovski): osnivač grupe Milij Balakirev (glazbenik, 25 godina), Aleksandar Borodin (liječnik, 28), Nikolaj Rimski-Korsakov (časnik, 18), Modest Musorgski (vojnik, 23) i Cezar Kjui (časnik, 27). Cilj grupe bio je skladanje glazbe s korijenima u ruskom folkloru umjesto oslanjanja na europsku tradiciju.
Šeherezada (Šahrazada, Šeherzada, Šahzada) lik je iz 1001 noći. Lik je mnogo puta obrađivan u umjetnosti, a među njima i u suiti Nikolaja Rimski-Korsakova.

## Nastanak
Rimski-Korsakov završio je suitu Šeherezada (izvorno Šeherazada, Симфоническая сюита "Шехеразада") u ljeto 1888. i bio je dirigent na premijeri 3. studenoga iste godine u Sankt Peterburgu. Posvećena je Vladimiru Stasovu, koji je podupirao "Veliku petorku".
Rimski-Korsakov u svojoj je autobiografiji napisao da je imao na umu nepovezane epizode iz "1001 noći" razbacane po stavcima suite, ali nije stavio naslove u partituru da ne bi time utjecao na slušatelje. Naslove stavaka koji se danas uobičajeno navode dodao je Anatolij Ljadov (Анатолий Лядов) prema nazivima epizoda iz te autobiografije.

## O glazbi
Orkestracija: pikolo, 2 flaute (2. dublira pikolo), 2 oboe (2. dublira engleski rog), 2 klarineta, 2 fagota, 4 horne, 2 trube, 3 trombona, tuba, timpani, udaraljke, harfa, gudači
Suita ima četiri stavka. Naslovi su stavaka prema Ljadovu.
1. More i Sindbadov brod (Largo e maestoso. Allegro non troppo)
2. Priča princa Kalendera (Lento. Andantino. Allegro molto. Con moto)
3. Princ i princeza (Andantino quasi allegretto. Pochissimo più mosso. Come prima. Pochissimo più animato)
4. Praznik u Bagdadu. More. Brod se razbija o stijenu ispod brončanog jahača. (Allegro molto. Vivo. Allegro non troppo maestoso)

### 1. More i Sindbadov brod
More i Sindbadov brod (Море и Синдбадов корабль) – Gromki duboki glas sultana Šahrijara u prvoj temi poziva Šeherezadu koja se javlja u drugoj temi kroz nježnu, ljupku melodiju solo violine uz pratnju harfe. Uvod je lajtmotiv suite: kao i u "1001 noći", i u suiti je Šeherezadino pripovijedanje okvir za druge priče, a time se postiže i da su stavci međusobno povezani, a ne samo poredani.

### 2. Priča princa Kalendera
Priča princa Kalendera (Рассказ царевича Календера) – Kalenderi su istočnjački monasi koji su po dvorovima i bazarima za sitniš i prenoćište izvodili magične trikove i pričali priče. Šeherezada počinje priču o jednom od njih, princu prerušenom u prosjaka, koji priča svoju priču.

### 3. Princ i princeza
Princ i princeza (Царевич и царевна) – Autor ne navodi o kom paru se radi. Princ je glazbeno predstavljen temom gudača, a princeza melodijom flaute.

### 4. Praznik u Bagdadu. More.
Praznik u Bagdadu. More. Brod se razbija o stijenu ispod brončanog jahača (Багдадский праздник. Море. Корабль разбивается о скалу с медным всадником) – Posljednji stavak objedinjuje prethodno izloženi materijal i završava mirnom kodom koja predstavlja Šeherezadinu pobjedu.
Trajanje suite je oko 45 minuta.

## Vanjske poveznice
|  | Zajednički poslužitelj ima još gradiva o temi Šeherezada |